# Piąta ofensywa (film)
Piąta ofensywa (serb.-chorw. Sutjeska) – jugosłowiański dramat wojenny opowiadający o bitwie nad Sutjeską, największej bitwie partyzanckiej II wojny światowej.

## Fabuła
Jugosławia, maj 1943. Od dwóch lat kraj jest okupowany przez hitlerowców, którym zaciekły opór stawiają Wojska Ludowowyzwoleńcze i Oddziały Partyzanckie Jugosławii dowodzone przez Josipa Broza ps. "Tito". Osobiście prowadzi on zgrupowanie partyzanckie, które miesiąc wcześniej wyszło zwycięsko z Czwartej Ofensywy Antypartyzanckiej. Niedługo później wspierani przez Włochów, ustaszy i Bułgarów Niemcy rozpoczynają nową, Piątą Ofensywę, która ma ostatecznie rozbić bośniackie zgrupowanie. Do zaciekłych walk dochodzi nad rzeką Sutjeska.

## Obsada
- Richard Burton – Josip Broz Tito, przewodniczący KPJ, naczelny komendant NOV i POJ
- Ljuba Tadić - płk Sava Kovačević, komendant 3 Proletariackiej Dywizji Uderzeniowej
- Bata Živojinović - Nikola, komendant oddziału partyzanckiego
- Miroljub Lešo - partyzant Boro
- Irene Papas - matka Bora
- Milena Dravić - dr Vera, żona Nikoli
- Bert Sotlar - partyzant Barba
- Boris Dvornik - partyzant Ivan
- Rade Marković - Radoš, partyzant bez nogi
- Ljubiša Samardžić - partyzant Stanojlo
- Milan Puzić - oficer sztabu partyzanckiego
- Kole Angelovski - partyzant, przyjaciel Stanojla
- Stole Aranđelović - pop walczący w partyzantce
- Relja Bašić - kpt. Stewart z brytyjskiej misji wojskowej
- Branko Špoljar - oficer sztabu głównego
- Petar Banićevic - kpt. William Deakin z brytyjskiej misji wojskowej
- Dina Rutić - pielęgniarka Ljubica
- Janez Vrhovec - Radosav, dowódca południowej grupy partyzantów
- Goran Sultanović - Pera Marković
- Marinko Sebez - ślepy partyzant Duško
- Ilija Ivezić - komisarz polityczny 3 Proletariackiej Dywizji Uderzeniowej
- Günter Meisner - gen. Rudolf Lüters, dowódca sił niemieckich w bitwie
- Anton Diffring - gen-płk Alexander Löhr, dowódca Grupy Armii E
- Michael Cramer - płk Wagner, oficer Wehrmachtu

i inni.

## Produkcja
Film powstał w 30. rocznicę krwawych walk nad Sutjeską z pomocą międzynarodową. Kręcono go w Czarnogórze, w miejscowości Žabljak, na terenach Pivskiej Planiny, nad rzeką Piva oraz w górach Durmitoru.
Do roli Tity początkowo planowano zaangażować Kirka Douglasa, jednak ostatecznie otrzymał ją inny hollywoodzki gwiazdor – Richard Burton. W jugosłowiańskiej wersji filmu wszystkie jego kwestie zostały zdubbingowane na język serbochorwacki z wyjątkiem tych obejmującej rozmowy z brytyjską misją wojskową – w rzeczywistości komendant naczelny znał ten język bardzo słabo.